# Caveau lyonnais
Le Caveau lyonnais est le nom porté par une succession de fameuses goguettes lyonnaises créées en référence à la célèbre société chantante parisienne du Caveau.
Les quatre Caveaux lyonnais témoignent, durant un siècle, de l'importance des liens chansonniers entre Lyon et Paris. Le premier Caveau lyonnais est créé en 1812, le quatrième disparaît après 1907.
L'exemple du Caveau parisien est suivi ailleurs. En 1873, un Caveau havrais est créé au Havre. En 1880, un Caveau Verviétois existe à Verviers en Belgique. En 1883, un Caveau stéphanois ou Caveau de Saint-Étienne est créé à Saint-Étienne. Il aura une section lyonnaise. Il existera également un Caveau algérois à Alger, auquel Ernest Chebroux a dédié un toast à la Chanson.

## 1812 – Premier Caveau lyonnais
En 1812, en référence au Caveau moderne parisien est fondé à Lyon le Caveau lyonnais. Justin Cabassol, du Caveau de Paris, en parle en 1865 :

« Le Caveau de 1812 était affilié au Caveau moderne parisien, et même deux de ses membres, Félix Pitt et Montperlier, vinrent à Paris, et eurent une franche et cordiale réception de la part de l'excellent Désaugiers, alors président, qui leur fit les honneurs de la table de Balaine, au Rocher de Cancale, rue Montorgueil.
Pitt y chanta Il faut vivre, couplets pleins d'entrain et de gaité ; Montperlier y fit entendre sa délicieuse chanson des Petits pieds de Lise. »

Le 14 août 1814, Pierre-Joseph Charrin, membre du Caveau moderne parisien, est reçu au Caveau lyonnais. À cette occasion il rédige des couplets de réception.
En 1815, paraît à Paris, chez Rosa, Le Chansonnier des Bourbons : dédié à S. A. S. Madame la duchesse douairière d'Orléans ; rédigé par MM. J. A. Jacquelin et B. de Rougemont. 1re Année. Son contenu témoigne du plus parfait opportunisme des membres du Caveau moderne, s'alignant bruyamment en faveur de la monarchie restaurée. Monperlier participe à ce recueil avec une chanson.
La même année, le Dictionnaire des protées modernes parle du Caveau lyonnais au début de son article consacré à Montperlier :

« MONPERLIER (J.-A.-M.), de Lyon, président du caveau lyonnais, membre du cercle littéraire de Lyon, correspondant des soupers de Momus, auteur dramatique, dont les pièces alimentent continuellement les théâtres de Lyon, qui, sans M. Montperlier, seraient dans la plus grande détresse. »

Le Caveau lyonnais disparaît vers 1815.

## 1827 – Deuxième Caveau lyonnais
En 1825, le libraire, poète et chansonnier Pierre  Capelle, sous la présidence de Désaugiers, fait renaître le Caveau parisien de ses cendres, chez le restaurateur Lemardelay, sous le titre de Réveil du Caveau. Cette tentative s'interrompt avec la mort de Désaugiers, qui en était l'âme, et qui disparaît le 11 août 1827.
Peut-être en liaison avec cette entreprise parisienne, un second Caveau lyonnais est créé le 11 janvier 1827. Ses fondateurs, Bié, Cottenet, Liénard et Félix Pitt, ont fait partie de la première Société d'Épicure, la plus ancienne goguette lyonnaise connue, créée en 1810 et disparue en 1814, et du premier Caveau lyonnais. Ils entretiennent des rapports avec Béranger. Pitt accompagnait Montperlier dans sa visite au Caveau moderne à Paris. Montperlier n'est pas du second Caveau lyonnais. Il est mort, jeune, à Paris, en 1819. 
Le second Caveau lyonnais, comme le premier, connaît aussi une existence éphémère. Il publie plusieurs volumes, puis disparaît.

## 1865 – Troisième Caveau lyonnais
Début 1865, un troisième Caveau lyonnais est créé. Justin Cabassol, du Caveau parisien, annonce sa naissance dans L'Écho de Roubaix du 5 février 1865 :

« Le Caveau Lyonnais se réunit en banquet tous les trois mois, et publiera un volume de ses œuvres semestriellement. Nous avons déjà sous les yeux les productions de MM. Arthur Lamy (président), René Bidaud, Célestin Gauthier (maître de cérémonies), Eugène Colliaux, J.B. Guerraz (secrétaire), et Timothée Jourdan (vice-président-trésorier). – A bientôt les œuvres de MM. Baussand, Louis Jullien, Nové-Josserand, Lucien Solary (secrétaire-adjoint), Jules Vasseur, et, peut-être, celles du signataire de cette esquisse, vieux parisien qui vit à deux râteliers chantants, afin de justifier ce vers de la « mélomanie » : 
« Sans chanter peut-on vivre un jour. »
Disons, pour finir, que la première livraison – du Caveau Lyonnais, donne en douze pages un spécimen de tous les genres, hormis le genre ennuyeux. »

La BNF conserve une chanson imprimée en feuille volante la même année : L'Enfant du Progrès, Chant national, dédié à Napoléon III, signée « Nové-Josserand (du Caveau Lyonnais) ». 
Célestin Gauthier, sous son pseudonyme de Jules Célès, parle du troisième Caveau lyonnais dans son Almanach des cafés-chantants édité en 1869. 
En 1865, lui-même figure, ainsi que René Bidaud, tous deux en qualité de membre du Caveau lyonnais, parmi les participants d'un tournoi poétique en Champagne.
Ce Caveau, comme les deux précédents, disparaît par la suite à une date indéterminée.

## 1888 – Quatrième Caveau lyonnais

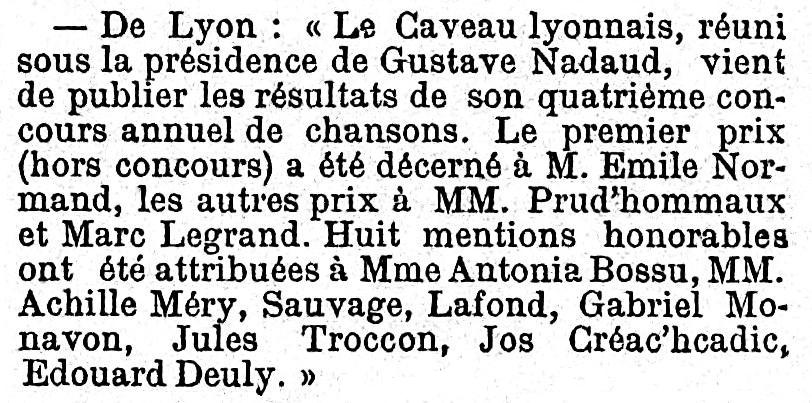
Le Gaulois, 7 janvier 1893.

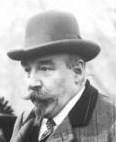
Xavier Privas

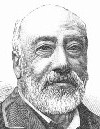
Gustave Nadaud

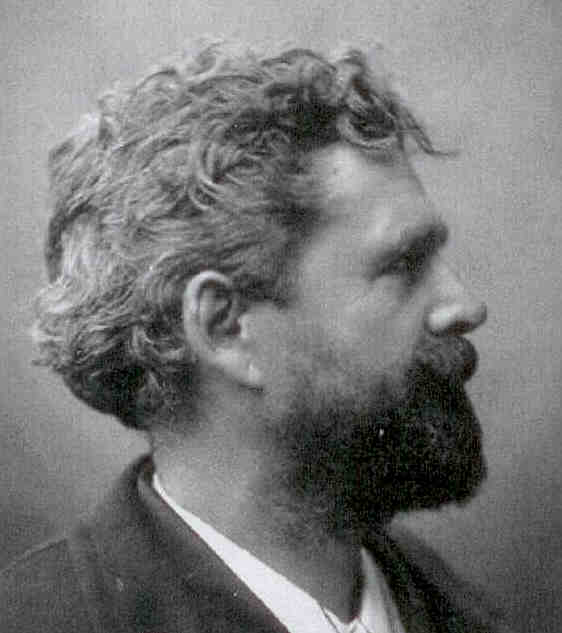
Ernest Chebroux

Le 11 mai 1888, naît le quatrième Caveau lyonnais. Très lié au Caveau de Paris, il fait du chansonnier parisien Gustave Nadaud son président d'honneur. C'est à la suite de sa participation à un banquet à Lyon donné à la Villa des Fleurs, le 8 avril 1888, que ce nouveau Caveau lyonnais est né. Au moins un autre illustre Parisien est présent à ce banquet : Ernest Chebroux, du Caveau de Paris. 
Le fondateur du quatrième Caveau lyonnais est Claude Loron, dit Camille Roy. Son siège demeure longtemps à la brasserie Corrompt. 
Les objectifs de la nouvelle société chantante sont : « le culte pratique de la chanson, sa propagation, la glorification de la mémoire des grands chansonniers et les initiatives littéraires et artistiques profitables à la Ville de Lyon. » À l'image du Caveau parisien, dont il suit l'exemple, le quatrième Caveau lyonnais proclame son mépris des femmes, précisant qu'elles ne sont pas admises, sauf exceptionnellement.
L'Almanach du Caveau lyonnais pour 1890, ouvre sa partie Chansons des membres du Caveau avec les œuvres de Gustave Nadaud et de deux membres du Caveau parisien, membres d'honneur du Caveau lyonnais : Ernest Chebroux et Émile Bourdelin, président du Caveau parisien.
Après la mort de Gustave Nadaud en 1893, on retrouve un autre chansonnier parisien président d'honneur du quatrième Caveau lyonnais. En 1900, le chansonnier et poète Ernest Chebroux, alors président de la Lice Chansonnière parisienne et aussi membre d'honneur du Temple de la chanson de Saint-Étienne, est président d'honneur du Caveau Lyonnais.
Les créateurs du quatrième Caveau lyonnais en 1888 évitent de rappeler le souvenir du premier et du troisième Caveau lyonnais. Ils parlent seulement du deuxième et récrivent ainsi l'histoire des Caveaux lyonnais, sans doute pour des raisons politiques. Le troisième Caveau lyonnais, en particulier, né sous Napoléon III, était lié à lui, ne serait-ce qu'en rappelant que des bonnes choses s'étaient déroulées sous son règne. Après 1871, il est d'usage chez les Républicains de brosser systématiquement très en noir le tableau du Second Empire, notamment pour chercher à faire oublier la Semaine sanglante où 30 000 Parisiens qui se réclamaient aussi de la République, car la Commune de Paris s'en réclamait, avaient été massacrés par les armées de la République. Participe de ce tableau négatif le discours affirmant que les goguettes ont toutes disparu en 1851, victimes de la répression, ce qui n'est pas vrai.
C'est dans le quatrième Caveau lyonnais que le chansonnier Xavier Privas fait ses débuts en 1888.
L'existence du quatrième Caveau lyonnais dure au moins une vingtaine d'années. Georges Droux, dans une étude publiée en 1907, nous apprend qu'à cette époque il est toujours actif.
À Lyon, en plus des Caveaux lyonnais, il exista également une section lyonnaise du Caveau stéphanois ou Caveau de Saint-Étienne. Dans l'article Liste de goguettes on trouvera les noms d'une trentaine de sociétés chansonnières de Lyon.